# NGC 3011
NGC 3011 je galaksija u zviježđu Lavu. Otkrio ju je američki astronom Lewis Swift pomoću refraktora, čiji je objektiv promjera od 16 cm.  
Nalazi se udaljenosti od 24,1000 milijuna parseka od sunca.

## Vanjske poveznice
- SEDS: NGC 3011